# 홍천 이두 FC
홍천 이두 FC(Hongcheon Idu Football Club)는 대한민국 강원도 홍천군에 있었던 축구 선수단이다. 이두건설이 운영했던 남자 세미프로 축구단이며, 2004년에 창단되었고 2009년에 해단되었다. 2004년 4월 창단한 이래, 지금까지 스폰서와 연고지 변경으로 인하여 구단 명칭이 2번 변경되었으며, 에2009년에 재정난으로 해체되었다.

## 역사
2004년 4월 창단한 홍천 이두 FC는 2006년 전라남도 여수시를 연고지로 내셔널리그 가입을 신청했지만, 자금 문제로 내셔널리그 이사회로부터 반려되었고 2006 시즌에 참가하지 못하였다. 2007년 ‘여수 FC’ 명칭을 사용하며 내셔널리그에 참가 하였지만, 여수시와의 연고 협약이 파기됨에 따라 모기업명을 붙인 '아이앤지넥스 FC'로 활동하였고, 연고지가 없어 원정 경기로 대체하거나 경기장을 빌려서 경기하기도 했다. 2007년에는 시즌 도중에는 구단 단장이 입시 관련 사기 사건으로 구속되어 단장이 없는 채로 경기를 진행했고, 팀 선수 9명은 병역 비리 혐의로 검찰 조사를 받았다.
2008년 축구 발전기금 미납 등으로 리그 참가가 불허되었으나 이두건설에서 인수하여 홍천을 연고로 하는 홍천 이두 FC로 재창단하여 리그에 참가하게 되었다.

2009년 재정난으로 인해 후기 리그에 불참하였고 결국 내셔널리그에서 퇴출되었다.

## 기록
| 시즌 | 내셔널리그    | 내셔널리그       | 내셔널리그       | 내셔널리그       | 내셔널리그       | 내셔널리그       | 내셔널리그       | 내셔널리그       | 내셔널리그       | 내셔널리그       | 내셔널리그       | FA컵         | 리그컵      | 최다 득점자 (리그) | 감독   |
| 시즌 | 단계          | 팀수             | 경기수           | 승               | 무               | 패               | 득               | 실               | 차               | 승점             | 순위             | FA컵         | 리그컵      | 최다 득점자 (리그) | 감독   |
| ---- | ------------- | ---------------- | ---------------- | ---------------- | ---------------- | ---------------- | ---------------- | ---------------- | ---------------- | ---------------- | ---------------- | ------------ | ----------- | ------------------ | ------ |
| 2006 | 참가하지 않음 | 참가하지 않음    | 참가하지 않음    | 참가하지 않음    | 참가하지 않음    | 참가하지 않음    | 참가하지 않음    | 참가하지 않음    | 참가하지 않음    | 참가하지 않음    | 참가하지 않음    | 예선 1라운드 | 조별 라운드 | 빈칸               | 정영철 |
| 2007 | 전기          | 12               | 11               | 2                | 1                | 8                | 11               | 28               | –17              | 7                | 12               | 자격 미달    | 조별 라운드 | 김광선 (4)         | 김영호 |
| 2007 | 후기          | 12               | 11               | 1                | 2                | 8                | 12               | 27               | –15              | 5                | 12               | 자격 미달    | 조별 라운드 | 김광선 (4)         | 김영호 |
| 2008 | 전기          | 14               | 13               | 0                | 4                | 9                | 15               | 34               | –19              | 4                | 14               | 1라운드      | 준결승      | 박동일 (13)        | 김영호 |
| 2008 | 후기          | 14               | 13               | 2                | 0                | 11               | 20               | 51               | –31              | 6                | 13               | 1라운드      | 준결승      | 박동일 (13)        | 김영호 |
| 2009 | 전기          | 14               | 13               | 1                | 2                | 10               | 11               | 36               | –25              | 5                | 14               | 1라운드      | 조별 라운드 | 최용선 (4)         | 김영호 |
| 2009 | 후기          | 재정 문제로 퇴출 | 재정 문제로 퇴출 | 재정 문제로 퇴출 | 재정 문제로 퇴출 | 재정 문제로 퇴출 | 재정 문제로 퇴출 | 재정 문제로 퇴출 | 재정 문제로 퇴출 | 재정 문제로 퇴출 | 재정 문제로 퇴출 | 1라운드      | 조별 라운드 | 최용선 (4)         | 김영호 |